# Vexillum vulpecula
Espèce
Synonymes
- Voluta vulpecula Linnaeus, 1758

Vexillum vulpecula est une espèce de mollusques de la famille des Costellariidae.

## Distribution
Cette espèce se rencontre dans l'océan Indien et dans l'ouest de l’océan Pacifique, le long des côtes de Madagascar, du Mozambique, de l'Australie, des Philippines, des îles Fidji et d'Okinawa. Elle est présente jusqu'à 10 m de profondeur.

## Description
Vexillum vulpecula mesure de 27 à 72 mm.

## Source
- Arianna Fulvo et Roberto Nistri (2005). 350 coquillages du monde entier. Delachaux et Niestlé (Paris) : 256 p.  (ISBN 2-603-01374-2)

- (en) Cet article est partiellement ou en totalité issu de l’article de Wikipédia en anglais intitulé « Vexillum vulpecula » (voir la liste des auteurs).

## Publication originale
- Linnaeus, 1758 : Systema naturæ per regna tria naturæ, secundum classes, ordines, genera, species, cum characteribus, differentiis, synonymis, locis. Tomus I. p. 1-824.